# Mike Brewer
Mike Brewer (właściwie Michael Brewer) (ur. 28 sierpnia 1964 roku) – dawny brytyjski handlowiec samochodowy, który teraz jest prezenterem motoryzacyjnych programów telewizyjnych. Do 2017 roku prowadził program Wheeler Dealers (Fani czterech kółek) na kanale Discovery Channel razem z Eddem China.
Obejmuje także takie programy jak Driven na kanale 4, Deals on Wheels, Pulling Power, Wrecks To Riches, Auto Trader. Z wyjątkiem Driven i Pulling Power, wszystkie programy pojawiły się na kanale Discovery Channel. 
Pojawił się w serii zwanej Revved Up w której samochody są modyfikowane, zdawał relację z Brytyjskich Mistrzostw Rajdowych na Sky Sports. Prowadził program zwany Remote Madness w którym ludzie z malutkimi kontrolowanymi samochodami i helikopterami biorą udział w multi wyścigu. 
W 2010 roku zmienił kierunek i wszedł na kanale Discovery Channel z serią Frontline Battle Machines (Frontowe maszyny bojowe), kiedy pojechał do Afganistanu, towarzyszył wojsku na linii frontu, pokazując jak oni używają swojego zmotoryzowanego sprzętu. 
W 2004 roku zdobył nagrodę Royal Television Society Midland Centre za „Najlepsza Osobowość Na Wizji”.